# Lathrobium quadratum
Lathrobium quadratum är en skalbaggsart som först beskrevs av Gustaf von Paykull 1789.  Lathrobium quadratum ingår i släktet Lathrobium, och familjen kortvingar. Arten är reproducerande i Sverige.